# Serve del Sacro Cuore di Gesù e dei poveri
Le Serve del Sacro Cuore di Gesù e dei Poveri (in spagnolo Siervas del Sagrado Corazón de Jesús y de los Pobres) sono un istituto religioso femminile di diritto pontificio: le suore di questa congregazione pospongono al loro nome la sigla S.S.C.J.P.

## Storia
La congregazione venne fondata dal sacerdote messicano José María Yermo y Parres (1851-1904): mentre si recava a celebrare messa nella chiesa del Calvario, nella periferia di León, vide due neonati abbandonati che venivano divorati da alcuni maiali e, impressionato dalla scena, ebbe l'idea di aprire un ospizio (l'asilo del Sacro Cuore) per accogliere e offrire assistenza ai mendicanti.
Yermo y Parres pensò di chiamare a gestire l'opera le Piccole Sorelle dei Poveri, ma queste rifiutarono l'offerta: la direzione dell'asilo venne affidata a quattro giovani donne che il 13 dicembre 1885 vennero costituite in congregazione
delle Serve del Sacro Cuore di Gesù e dei Poveri. Nel 1889 la casa madre dell'istituto venne trasferita a Puebla e le religiose iniziarono a dedicarsi anche all'apostolato missionario presso le popolazioni indigene.
Le Serve del Sacro Cuore di Gesù e dei Poveri ricevettero il pontificio decreto di lode il 10 maggio 1907: la congregazione venne approvata definitivamente dalla Santa Sede l'8 aprile 1910 e le sue costituzioni il 19 giugno 1925.
Sotto il governo di Plutarco Elías Calles le suore furono costrette a rifugiarsi a Cuba e negli Stati Uniti d'America ed ebbe inizio la diffusione internazionale della congregazione.
Beatificato nel 1990, il fondatore è stato canonizzato in piazza San Pietro a Roma da papa Giovanni Paolo II il 21 maggio 2000.

## Attività e diffusione
Le Serve del Sacro Cuore di Gesù e dei Poveri si dedicano all'istruzione e all'educazione cristiana in scuole di vario grado (anche in istituti per disabili mentali), all'assistenza agli anziani e agli ammalati, a opere di pastorale parrocchiale e all'apostolato missionario presso le popolazioni indigene d'America e Africa.
Sono presenti in Cile, Colombia, Guatemala, Italia, Kenya, Messico, Nicaragua, Stati Uniti d'America e Venezuela; la sede generalizia è a Puebla (Messico).
Al 31 dicembre 2005 l'istituto contava 716 religiose in 81 case.